# Герхард Ліндблом
Карл Ге́рхард Лі́ндблом (швед. Karl Gerhard Lindblom, *26 серпня 1887, парафія Обю, округ Кальмар, Швеція — 8 червня 1969) — шведський етнограф, африканіст і фольклорист; професор загальної та порівняльної етнографії Стокгольмського університету; директор Національного етнографічного музею. 

## З життєпису
Ліндблом отримав ступінь бакалавра філософії в Упсальському університеті в 1908 році, став ліценціатом з філософії в 1915 році і доктором філософії в наступному (1916) році. 
Спочатку молодий вчений досліджував шведські діалекти південної Швеції (1909), потім працював тимчасовим помічником викладача в 1910 році. 

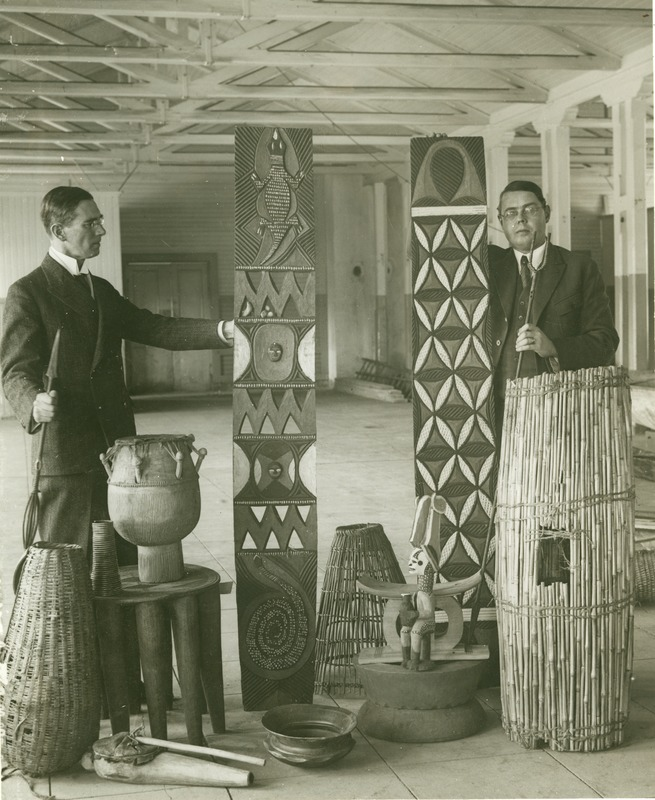
Герхард Ліндблом (ліворуч) і Густав Боліндер (праворуч) готують виставку західноафриканських артефактів у Стокгольмі в 1931 році.

Могила Герхарда Ліндблома на цвинтарі Адольфа Фредріка

У 1910-1912 роках Г. Ліндблом здійснив етнографічну подорож до Британської та Німецької Східної Африки. 
Повернувшись до Швеції, він став екстраординарним асистентом у Національному музеї в 1912 році, виконуючим обов'язки куратора і директора етнографічного відділу Національного музею в 1923-1928 роках, професором і директором у 1928 році. 
Ліндблом здійснив дослідницькі поїздки до Кенії та Уганди в 1920 році, до Лівії в 1938 році. 
У 1935 році став директором Національного етнографічного музею. 
Працював професором загальної та порівняльної етнографії в Стокгольмському університеті в 1933-1954 роках.
Ліндблом був головою Шведського товариства антропології та географії (1933-1934), членом Клубу мандрівників (від 1930), секретарем Стокгольмської асоціації природничих наук (1925-1933), її Головою (від 1934), членом керівної ради Міжнародного інституту африканських мові та культур (від 1927), членом віденського Антропологічного товариства (1922), паризького Товариства африканістів (1932), берлінського Товариства антропологічної, етнографічної та давньої історії (1932), Італійського товариства антропології та етнології (1932), Дослідницького інституту культурної морфології у Франкфурті-на-Майні (1934), почесним членом Кальмарської нації в Уппсалі (1929), Королівського антопологічного інституту Великої Британії та Ірландії (1930).
Матеріали, зібрані Ліндбломом під час наукових поїздок, сьогодні є частиною колекцій Державних музеїв світової культури.

## Вибрана бібліографія
- Outlines of a Tharaka Grammar, with a list of words and specimens of the language (1914)
- The Akamba in British East Africa : an ethnological monograph (дисертація 1916), нове розширене вид. (1918-1920).
- I vildmark och negerbyar: A Mount Elgon och annorstädes i Ostafrika (1921)
- Negerhistorier vid lägerelden. Afrikanska folkberättelse (1922).
- Notes on Kamba grammar : with two appendices: Kamba names of persons, places, animals and plants - salutations (1926)
- Die Beschneidung bei den Akamba (1927)
- Kamba folklore 3 томи (1928-1935)
- Notes ethnographiques sur le Kavirondo septentrional et la colonie du Kenya (1932)
- Spears with two or more heads, particularly in Africa (1934)
- Ethnological and anthropological studies in Sweden during the war (1946)